# Lightning Strikes Twice (1951)
Lightning Strikes Twice is een Amerikaanse dramafilm uit 1951 onder regie van King Vidor.

## Verhaal
De Texaanse actrice Shelley Carnes neemt de handschoen op voor Richard Trevelyan. Ze meent dat hij onterecht is veroordeeld voor de moord op zijn vrouw. Richard wordt vrijgelaten wegens een procedurefout, maar hij blijft schuldig in de ogen van de publieke opinie. Shelley blijft hem trouw en uiteindelijk treden ze in het huwelijk. Tijdens de huwelijksnacht komt ook zij echter in de klauwen van een moordenaar terecht.

## Rolverdeling
| Acteur               | Personage               |
| -------------------- | ----------------------- |
| Richard Todd         | Richard Trevelyan       |
| Ruth Roman           | Shelley Carnes          |
| Mercedes McCambridge | Liza McStringer         |
| Zachary Scott        | Harvey Fortescue Turner |
| Darryl Hickman       | String                  |
| Frank Conroy         | J.D. Nolan              |
| Kathryn Givney       | Myra Nolan              |
| Rhys Williams        | Priester Paul           |